# 松鰈
松鰈為輻鰭魚綱鰈形目鰈亞目鰈科的其中一種，為深海魚類，分布於東太平洋阿拉斯加東南部至墨西哥下加利福尼亞海域，棲息深度25-800公尺，體長可達35公分，棲息在沿岸岩石底質底層水域，生活習性不明，可做為食用魚及遊釣魚。